# 蕭正則
蕭正則（？—？），字公衡，南蘭陵郡蘭陵縣人，南北朝時南梁宗室。
蕭正則的父親臨川王蕭宏是梁武帝蕭衍六弟，最初因為是王子被封樂山侯，經過多次升遷，任太子洗馬、舍人。他經常在家私自拘留百姓，讓他們養馬，又偷偷私鑄錢幣。大通二年（528年），因匿藏劫盜而獲罪，削爵遷徙至鬱林。梁武帝特敕他至廣州，命令地方官府每日給予他酒肉，南方官衙中人仍然以王侯之禮對待他。 
蕭正則對他的父輩產生了怨恨，與西江督護靳山顧串通，引誘並招來一些亡命之徒，即將襲擊番禺。還未到預定的造反之期而事件被揭發，於是他們便鳴鼓聚集起來準備將攻廣州州城。廣州刺史元景仲命令長史元孝深征討。蕭正則兵敗，逃入廁所，被村民抓獲，綁起來送往官府。朝廷下詔將蕭正則在南海斬首。有司請將他從宗族的名冊中除去他的屬籍，將他的妻子關押。朝廷再下詔同意把他從宗族的名冊中去除，對他的妻子儿女則寬大處理。